# Stefan Schreiber (Mediziner)
Stefan Schreiber (* 1962 in Berlin-Charlottenburg) ist ein deutscher Internist und Professor an der Christian-Albrechts-Universität zu Kiel.

## Werdegang
Schreiber studierte an der Universität Hamburg, der University of California, San Diego und der Harvard University Medizin. In Hamburg wurde er von 1987 bis 1994 zum Internisten beziehungsweise Gastroenterologen ausgebildet. Danach ging er an die Charité in Berlin. 1994 gründete er als Oberarzt dort eine Forschungsgruppe mit dem Themenschwerpunkt genetische Ätiologie und molekulare Pathophysiologie chronisch entzündlicher Darmerkrankungen (Morbus Crohn). Seine Habilitation erfolgte 1996 in Berlin. 1998 bekam Schreiber einen Ruf an die Christian-Albrechts-Universität zu Kiel, als Professor für Innere Medizin und Gastroenterologie. Seit 2005 ist er C4-Professor und Direktor des Instituts für Klinische Molekularbiologie am Universitätsklinikum Schleswig-Holstein. Seit 2009 ist er dort, in der Nachfolge von Ulrich R. Fölsch, ebenfalls Direktor der Klinik für Innere Medizin I. Dekan der Medizinischen Fakultät von 2006 bis 2013. Stefan Schreiber ist Sprecher des DFG-Exzellenzclusters Precision Medicine in Chronic Inflammation (PMI).

## Arbeitsgebiete
Schreiber arbeitet auf den Gebieten chronisch entzündlicher Barriereerkrankungen, Gallensteinleiden, Kolorektales Karzinom, Krampfadern und der Langlebigkeit. Schreiber entdeckte unter anderem eines der wesentlichen Gene, dessen Mutationen Morbus Crohn hervorruft. In seiner Arbeitsgruppe wurde auch das „Altersgen“ FOXO3 entdeckt.

## Preise und Auszeichnungen
- Theodor-Frerichs-Preis 1995[2]
- Martin-Gülzow-Preis 1998[3]
- Wissenschaftspreis der Stadt Kiel 2005[4]

## Veröffentlichungen (Auswahl)
Schreiber ist Autor beziehungsweise Co-Autor von über 200 Veröffentlichungen.
- S. Schreiber u. a.: Genetics of Crohn disease, an archetypal inflammatory barrier disease. In: Nature Reviews Genetics 6, 2005, S. 376–388. doi:10.1038/nrg1607
- S. Schreiber u. a.: Maintenance therapy with certolizumab pegol for Crohn‘s disease. In: NEJM 357, 2007, S. 239–250. PMID 17634459
- S. Schreiber u. a.: Certolizumab pegol (CDP870) appears effective and is well tolerated in Crohn’s disease: a randomized, placebo-controlled trial. In: Gastroenterology 129, 2005, S. 807–818. PMID 16143120